# Goran Ljubojević
Goran Ljubojević (Osijek, 4 maggio 1983) è un ex calciatore croato, di ruolo attaccante.

## Carriera
Il 10 febbraio 2011 passa dall'AIK all'Osijek a costo zero.